# Pathfinder (voilier)
Pour les articles homonymes, voir Pathfinder.
Le Pathfinder (ou S.T.V. Pathfinder) est un brick-goélette canadien, à coque acier, construit en 1963 et qui navigue sur les Grands Lacs.
Il est géré par l'association Toronto Brigantine Inc. de Toronto.

## Histoire

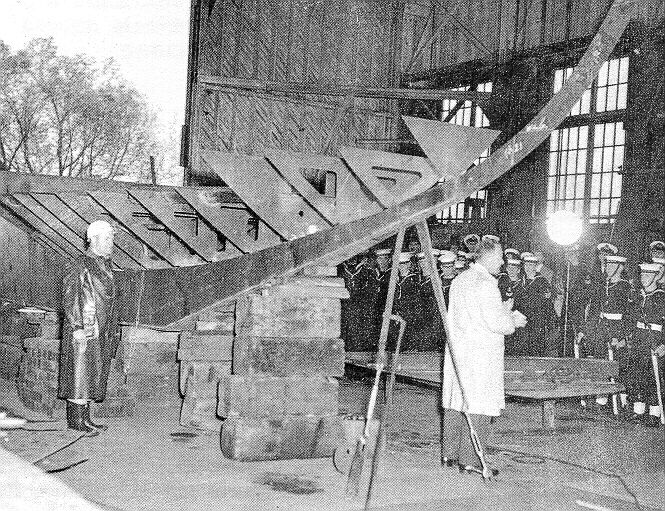
Cérémonie pour la quille du Pathfinder, en présence des cadets de la Marine.

Le Pathfinder a été construit en 1963 sur le chantier naval de Kingston en Ontario d'après les mêmes plans qu'un autre voilier, le STV St Lawrence II, brigantin construit en 1953, sur le même chantier.
Le Pathfinder et son sister-ship le Playfair servent, durant l'été, de navires-écoles pour la formation des jeunes de 13 à 19 ans.